# Kendenich

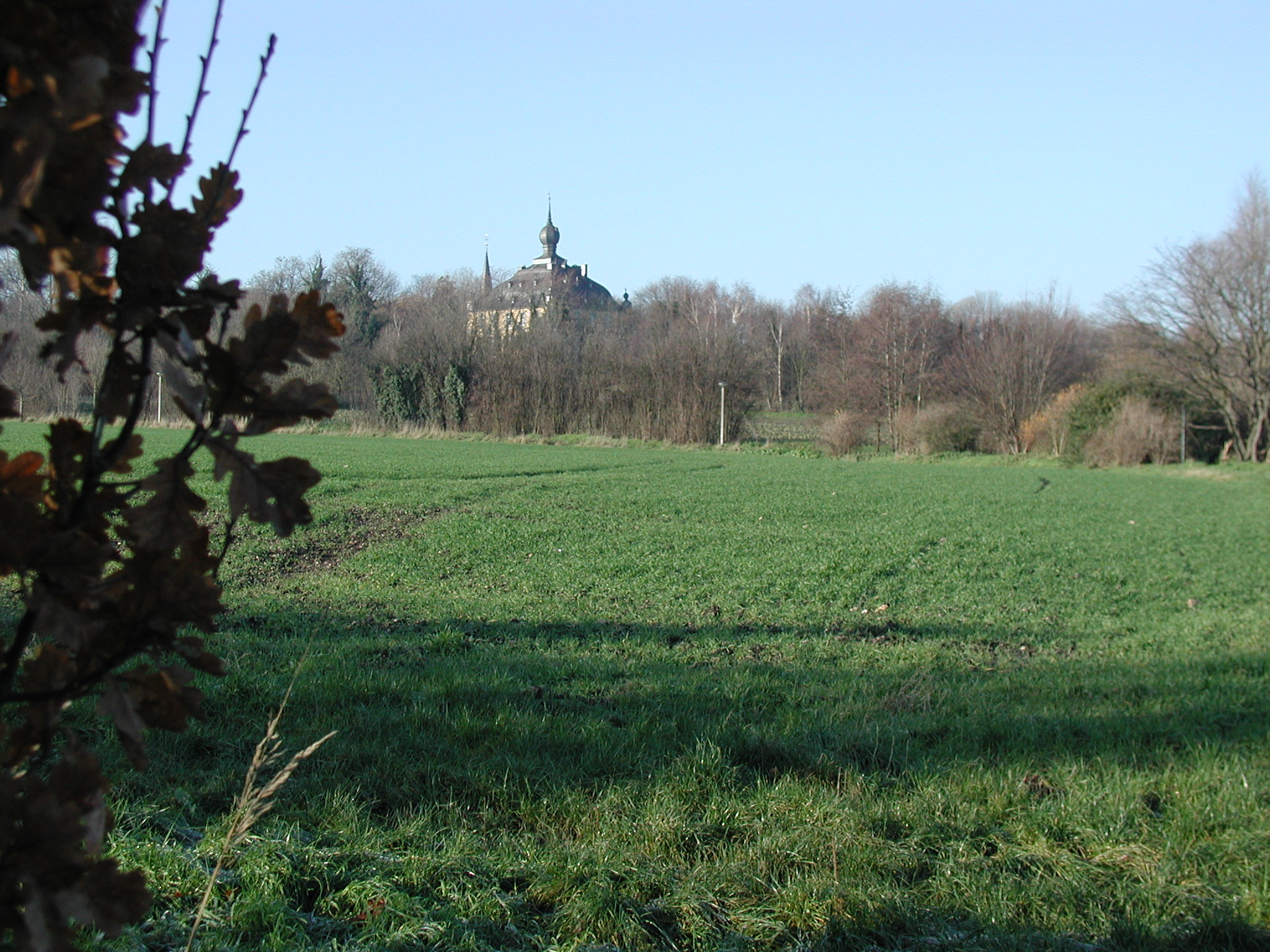
Blick zur Burg

Kendenich ist ein Ortsteil der Stadt Hürth im Rhein-Erft-Kreis, Nordrhein-Westfalen. Kendenich hat 2.954 Einwohner (Stand: 31. März 2022).

## Lage
Kendenich liegt auf einem Riedel, einem wellenförmigen Abhang des Vorgebirges, mit ausgedehnter Fernsicht ins Rheintal. Umgeben ist der Ort zum überwiegenden Teil durch landwirtschaftliche Nutzflächen.

## Geschichte

### Römerzeit
Schon zur Zeit der Römer muss sich auf dem Gelände der jetzigen Burg ein größeres Gebäude befunden haben. Dies belegen freigelegte Überreste römischen Mauerwerks bei Schachtarbeiten in einem Keller, sowie offengelegtes, römisches Pflaster in einem Obstgarten. Im Burggraben fand man römische Urnen, Ziegelfragmente der gleichen Zeit fand man am östlichen Ausgang der Villa.
Im Besitz der späteren Burgherren von Kempis soll eine größere Anzahl in Kendenich (auf dem Kirchhof und am Ortsrand) gefundener Münzen römischer Kaiser gewesen sein.

### Mittelalter
Erstmals erwähnt wird der Ort um 941, als der Kölner Erzbischof Wichfrid dem Cäcilienstift in Köln den Zehnten vom Herrenhof in Cantenich schenkte. Die Herleitung von Cand im Gallischen gleich 100 (Lateinisch Centum) wird nicht mehr vertreten. So ist die Annahme, dass sich in fränkischer Zeit an dieser Stelle der Versammlungsort einer Centena oder Hundertschaft, einer Unterabteilung des alten Gaues, des Kölngaus, und damit gleichzeitig Gerichtsstand und Wohnsitz eines Centenarius oder Zentgrafen befand hinfällig. Wilhelm Kaspers leitet den Namen von Galisch Canto (Lateinisch candidus) Weiß ab. Auch das erscheint abwegig. Leonard A. Curchin schließt bei der abgegangenen keltiberischen Stadt Centobriga dagegen auf eine keltische Bedeutung für cento/cinto, die so etwa wehrtend „Erst“, „Aufgerichtet“, „Beginn“ bedeutet, also vorderste oder gar vornehmste Burg. Für Kendenich könnte das Gleiche gelten, wobei das Suffix -acum natürlich nur eine Ortsbezeichnung bedeutet. Noch heute gilt die Burg als Wahrzeichen Hürths.
Die Herrschaft, 1159 Kentenich genannt, war allerdings bis zur Säkularisation Sitz einer eigenständigen Gerichtsbarkeit im Amte Brühl.
Unter den namentlich erwähnten Gefolgsleuten der Kölner Bischöfe im 12. und 13. Jahrhundert sind auch die Herren von Kendenich angeführt. Die Bezeichnung „Domini“, also Herren, sagt aus, dass diese ein eigenes Territorium mit selbstständiger Gerichtsbarkeit besaßen. Herren von Kendenich waren im 12. Jahrhundert die Birklin, sie entstammten einem angesehenen Patriziergeschlecht aus Köln.
1269 kommt Phillip, Vogt von Kendenich, in einer Urkunde als Zeuge vor, in der über die Zuständigkeit für die Gerechtsame zwischen dem Edelherren Conrad von Schleiden und der Abtei Steinfeld schiedsrichterlich entschieden wurde.
1443 einigte sich ein Heinrich von Kendenich, gleichzeitig „Drost“ von Brühl, mit der Stadt Köln hinsichtlich der Wasserrechte des Hürther Duffesbaches. So heißt es:
..„ er gestattet ihr ob der vielen ihm bewiesenen Freundschaft wegen da, wo sich noch andere Quellen zeigen sollten, diese in den Bach zu leiten und weiter zu führen“.
Das Geschlecht der Ritter von Kendenich lässt sich, belegt durch Urkunden von Köln, Brauweiler und Brühl (hier geht es meistens um Streitereien), aber auch durch Landverkäufe an die Kartäuser in Köln bis ins späte 15. Jahrhundert aufzeigen, dann verschwindet der Name.
Um 1475 wird der Edelherr Mathias Walraven, Herr von Kendenich genannt. Die Walraven gehörten zum Kölner Adel, einige waren Bürgermeister der Stadt.
Im Jahr 1517 besaß Dham von Orsbeck das Haus Kendenich, mit allen „Gerechtigkeiten und Zubehörungen“ Er wurde belehnt durch Lehnbrief des Kurfürsten Hermann V. (Graf von Wied)
Nach späteren Erbstreitigkeiten kam es in der Familie Orsbeck zu einer Einigung in der Teilung der Besitztümer. Die Teilungsurkunde vom Oktober 1550 beschreibt Haus und Hof Kendenich wie folgt:
… „mit seiner Vestung, Gärten, Dämmen, Weiern, mit all seinen Gerechtigkeiten, Fischereien, Rauchhühnern und Weinhaus im Dorf und dem Weinzapp, wie wir das von Vater und Mutter ererbt haben, sowie alles Übrige, Land, Sand, Busch, Weingarten und Grubpachten“.
Der Besitz ging um 1560 jeweils zur Hälfte an Agnes von Orsbeck und Adam von Orsbeck, worauf dieser ein neues Haus mit Hof, den Orsbecker Hof, erbaute. Beide Güter behielten die Rechte adeliger Sitze.
Agnes von Orsbeck heiratete Adolfph Freiherr Raitz von Frentz und brachte das Burghaus mit Lehen  und Allodialbesitz (Schöffengüter, Hoheitsrechte) in diese Familie ein. Der Orsbecker Hof war dagegen nur Allodialbesitz.
Durch Dham (Adam) von Orsbeck kam der adelige Orsbecker Hof um 1569 an die Freiherren Raitz von Frentz zu Stolberg und erhielt den Namen Frentzer Hof.
Das Burghaus selbst verblieb über Hundert Jahre im Besitz der Freiherren Raitz von Frentz, welche sich später auch „zu Kendenich“ nannten. Die folgenden Herren, welche bis auf den letzten alle den Namen Adolph trugen, vergrößerten den Besitz durch mehrere Ankäufe. Belegt ist dies durch Lehnbriefe der Jahre 1605 und 1615. Der letzte Burgherr dieser Linie war Johann Sigismund Freiherr Raitz von Frentz, Gubernator zu Kaiserswerth, belehnt im Jahr 1659. Mit ihm stirbt die männliche Linie der Freiherrn Raitz von Frentz zu Kendenich aus.
Durch Heirat seiner Töchter gelangte Besitz und Lehen an die Freiherren von Reuschenberg, diese wurden erstmals 1690 und weitere durch Erbfolge 1704 belehnt. Edmund von Reuschenberg zu Kendenich erhielt als letzter das Lehen 1752 durch den Kurfürsten Clemens August.
Unter Edmund Freiherr Raitz von Frentz geriet das Gut in finanzielle Schwierigkeiten. Es war so verschuldet, dass es im Jahr 1764 zum Verkauf stand. Im August 1764 wurde der adelige Rittersitz Kendenich mit allem dazugehörigen Gut auf 62.549 Reichstaler taxiert.

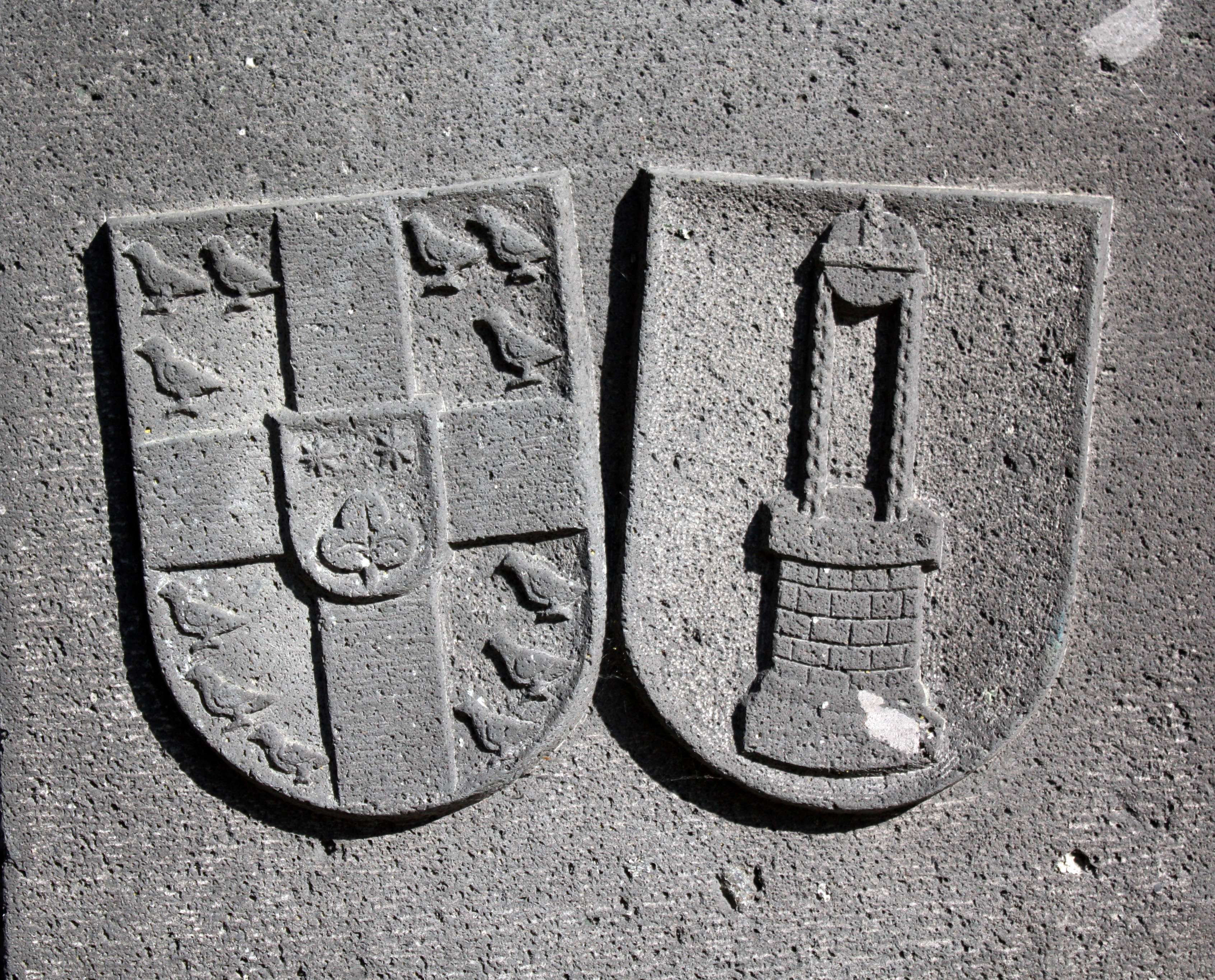
Wappen der Kölner Bürgermeister-
familien „von Groote“ und „zum Pütz“ auf einem Wegekreuz in Kendenich

Der Bürgermeister der Reichsstadt Köln, Maria Franz Gabriel Groote, Herr zu Thurn und Wolfskehl, erwarb das Gut 1766 bei einem gerichtlich angesetzten Verkauf zu einem Preis von 47.000 Reichstalern. Er wurde im Februar 1780 durch Kaiser Joseph II. in den Reichsritterstand erhoben und durfte sich „Edler von Groote zu Kendenich“ nennen.

### Die Neuzeit
Seine glanzvollste Zeit erlebte Kendenich unter Maria Franz Gabriel Groote, der 1766 vorläufig als letzter die Kendenicher Burg erwarb und umbaute. Für fast zwei Jahrhunderte blieb der Ort Sitz dieser Kölner Adelsfamilie.
In der Folge der Generationen waren alle Burgherren bestrebt, ihre umfangreichen Ländereien durch weitere Landkäufe zu vergrößern. Zur Burg gehörte der Ortshof und das herrschaftliche Weinhaus die „Lockmeis“. Auf eigener Scholle, dem Wingert, auf dem auch einige Kendenicher Bürger Parzellen besaßen, wurde Wein angebaut. Der Wingert befand sich oberhalb der Kendenicher Gerinne, am Fuß des so genannten Kiesberges. Von den Bürgern selbst wurde der Wein als „Surer Honk“ (saurer Hund) bezeichnet.

### Kendenicher Höfe
Außer Burg, Kirche und Pfarrhaus gab es um 1780 fünf große Höfe in Kendenich. Der Fronhof, der Frentzenhof, der Abtshof, der Pflügershof und der zur Burg gehörende Ortshof.
Auch der Kalscheurerhof mit seiner Kapelle im ansonsten noch menschenleeren Nachbarweiler Kalscheuren war Kendenich zugehörig.

### Franzosenzeit
Nachdem 1794 während der Franzosenzeit durch einrückendes französisches Militär die Weinberge verwüstet wurden, ist großflächiger Weinanbau in dieser Gegend nicht mehr aufgenommen worden. Kendenich gehörte bis 1814 zum Kanton Brühl.

### 19. Jahrhundert

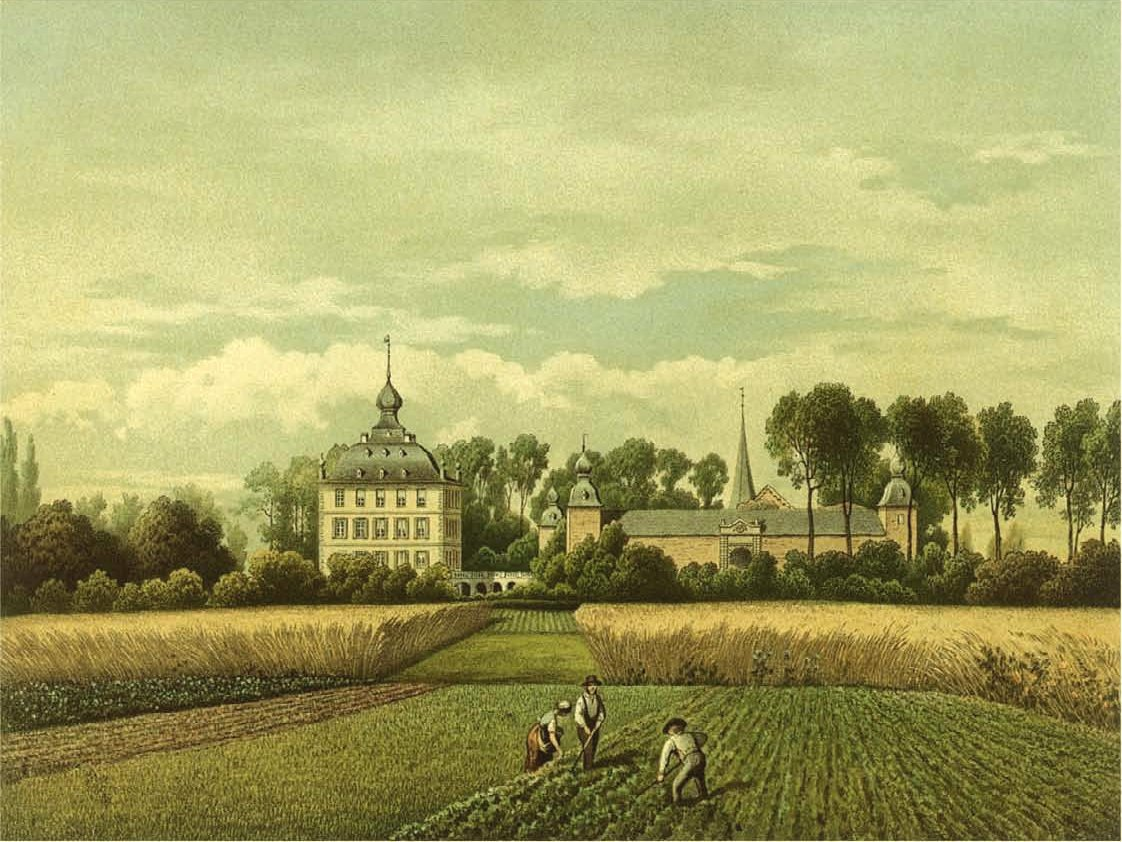
Kendenich, Lithografie 19. Jahrhundert Sammlung Alexander Duncker

Der älteste Teil Kendenichs mit seinen heute knapp 3000 Einwohnern ist im unteren Teil des Ortes zu finden: Pützstraße, In der Aue, im „Jordan“ (Ortshof-, Fuchs- und Fischenicher Straße). Hier findet man noch einige alte Häuser (auch restaurierte ehemalige Kotten der Tagelöhner), welche um 1830 erbaut wurden. Der Ortskern lag am Quellhorizont der in den auslaufenden Braunkohlenschichten liegenden vielen kleinen Pütze, die auch den Burgweiher speisten.
(→ Braunkohle in Hürth und Rheinisches Braunkohlerevier)
Der frühe Braunkohleabbau in den Randgebieten Kendenichs, die Kentenicher Turffgruben am Kranzmaarbach, werden erstmals 1750 erwähnt. Für den späteren industriellen Abbau wurde 1866 die erste Konzession für das Feld Kendenich erteilt. Der eigentliche Aufschluss begann 1884 mit der Gewerkschaft Rheinland, den späteren Ribbertwerken im benachbarten Hermülheim und führte indirekt zur großen Umstrukturierung des Ortes. Neben den großen Gutshöfen gab es schon immer einige kleinere Bauernhöfe, doch nun siedelten sich auch viele Tagelöhner an. Sie veränderten durch den Bau bescheidener kleiner Häuser, „Kotten“ genannt, das Ortsbild. Einige sind noch im Original, andere in umgebauter Form im heutigen Stadtbild zu sehen.

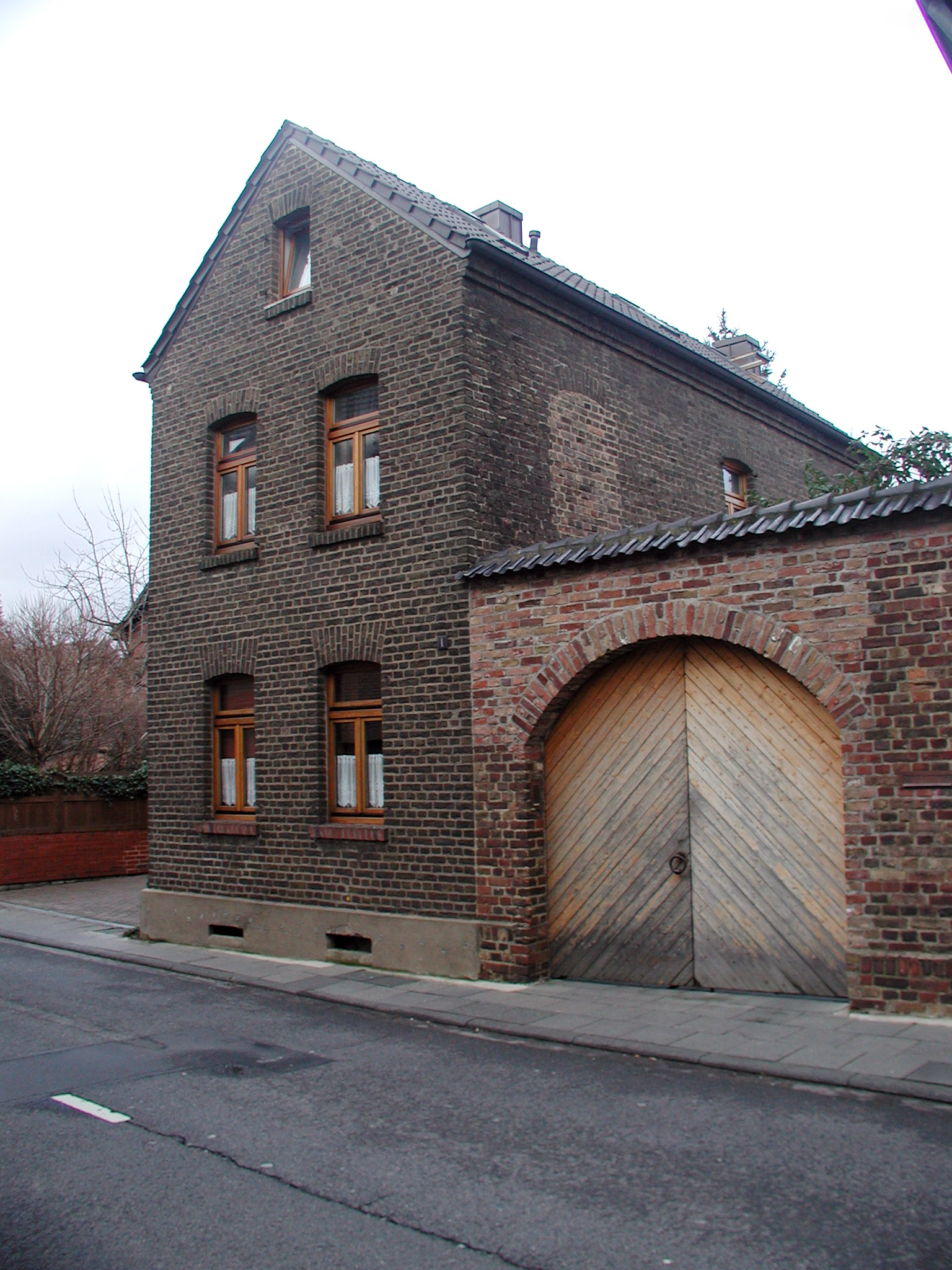
In der Grabenstraße
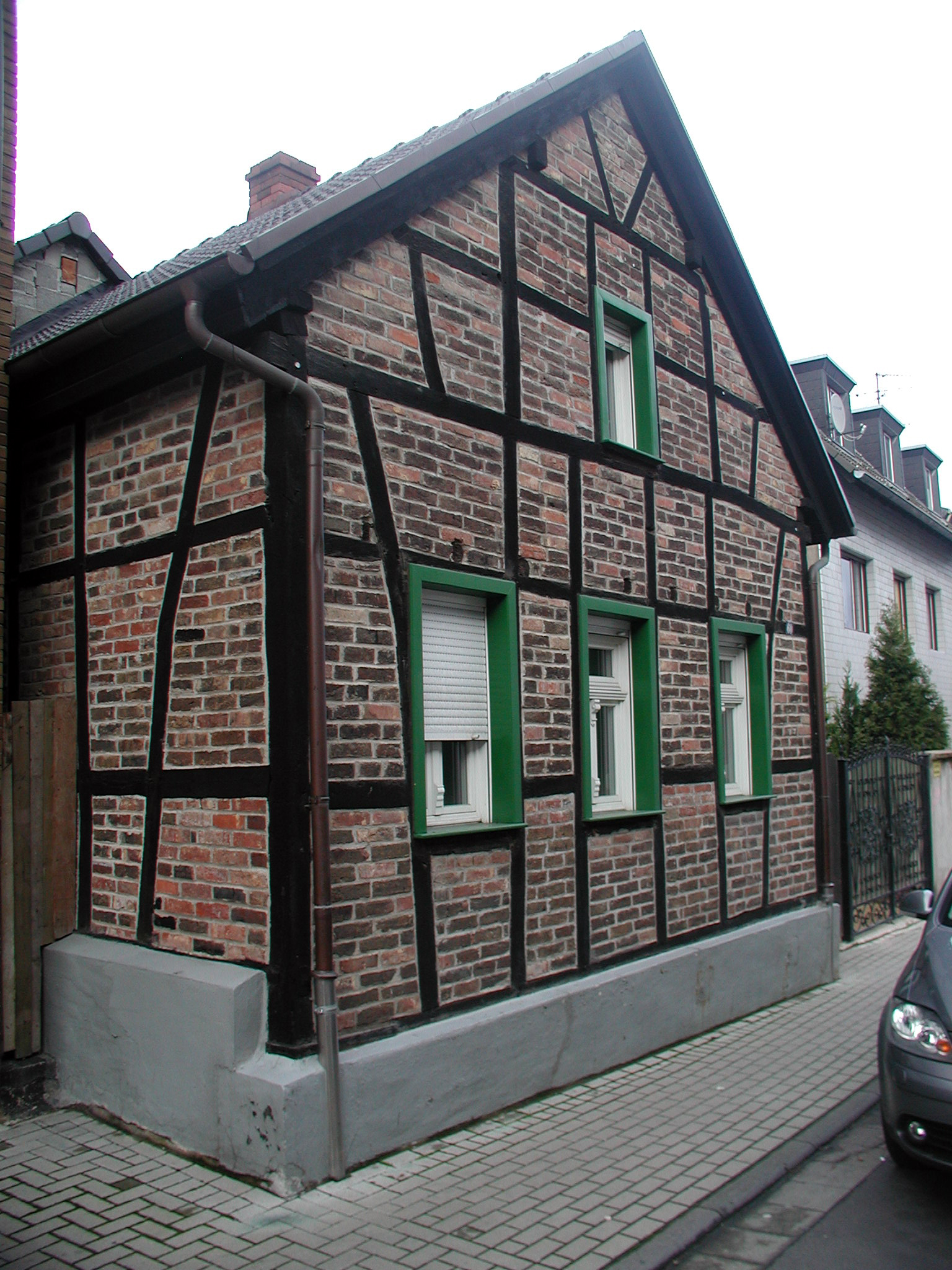
Mitte Ortshofstraße
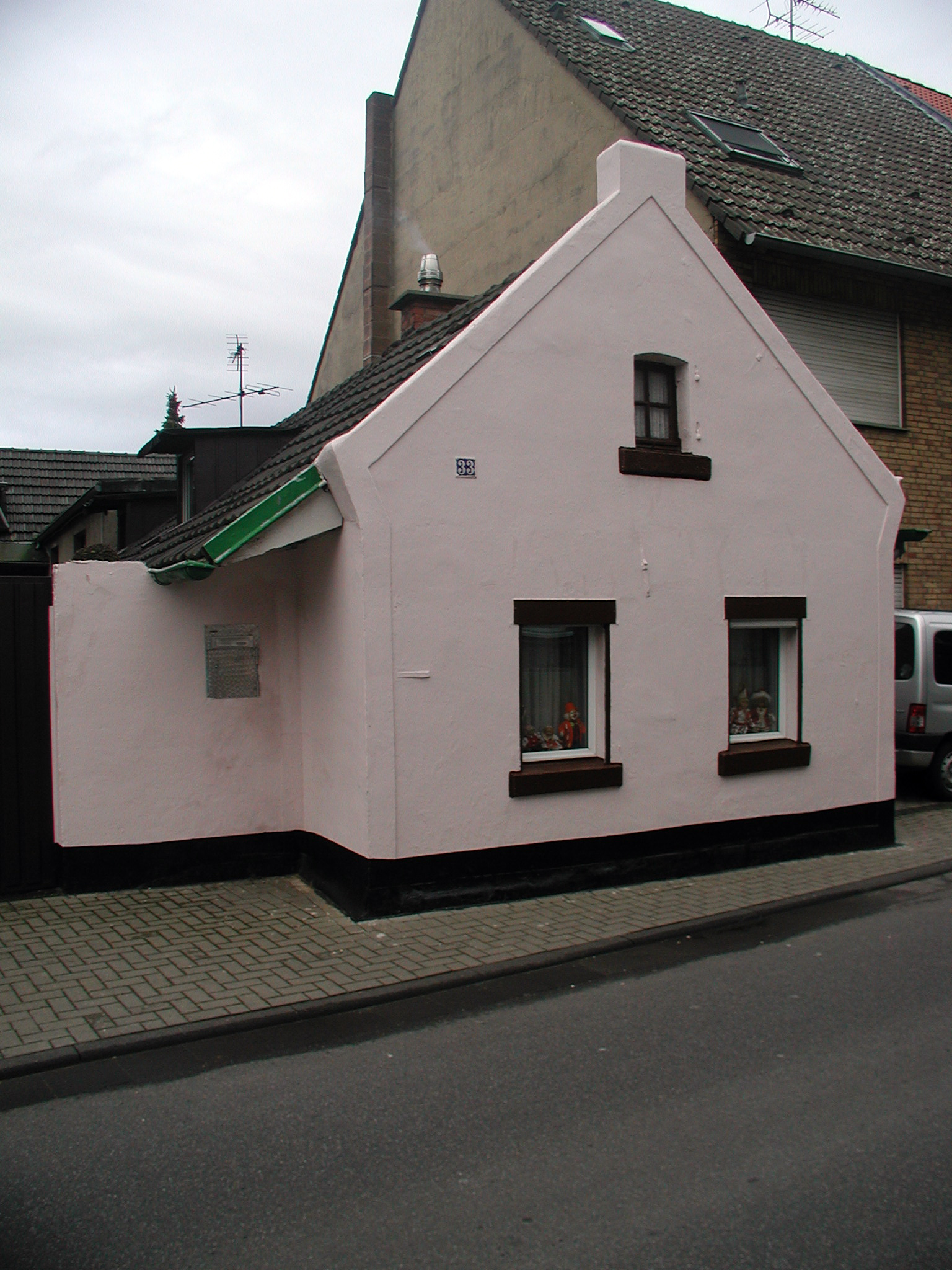
Fischenicher Straße
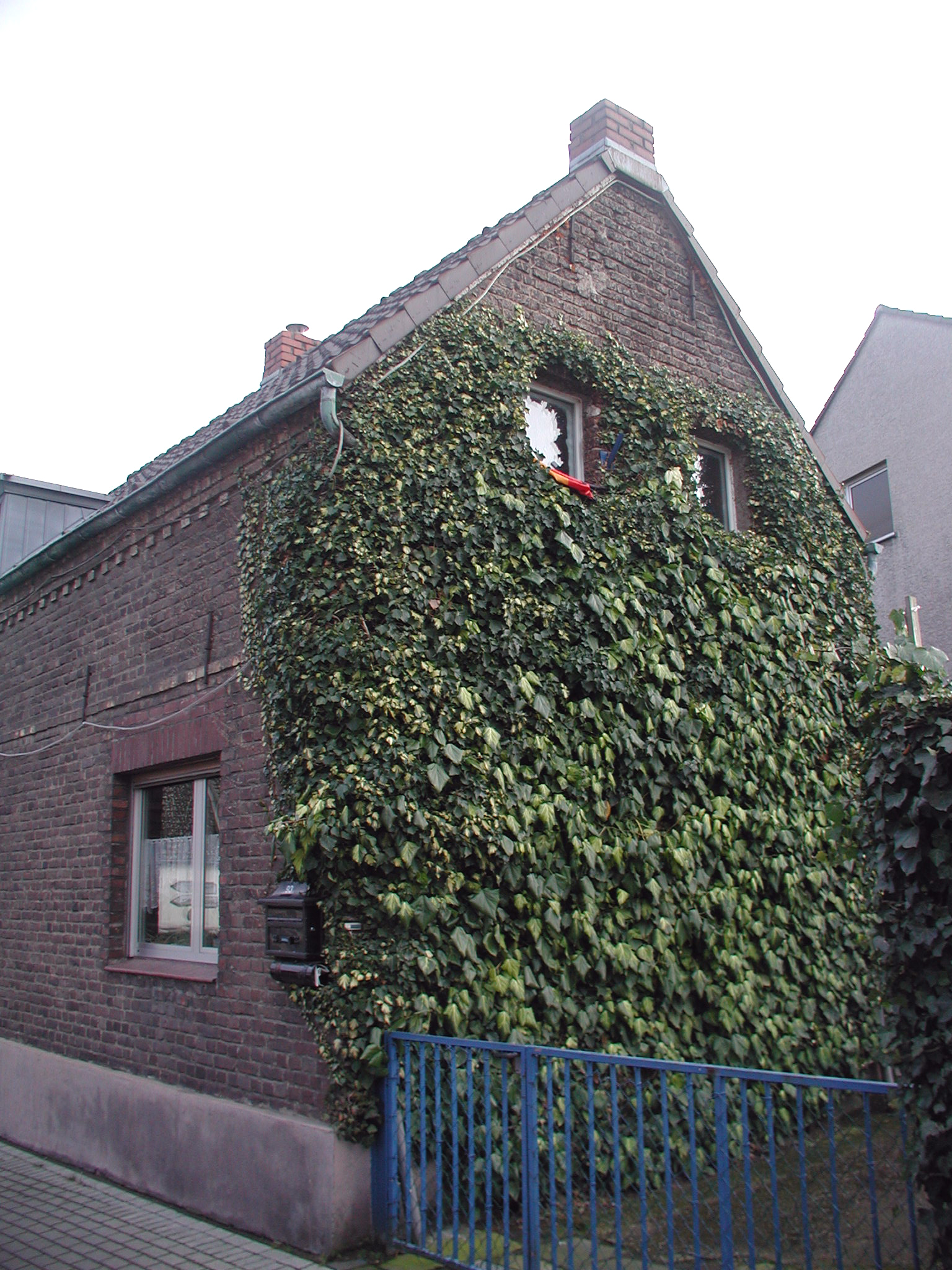
An der Ortshofstraße im Oberdorf

Im Januar 1816 kaufte der Kirchenvorstand den „ein Viertel und 18 Ruthen“ großen, bis dahin zum Frentzenhof gehörigen, Kirchgarten von dem Freiherrn Franz Ludwig von Beissel zum Preis von 100 Reichstalern.

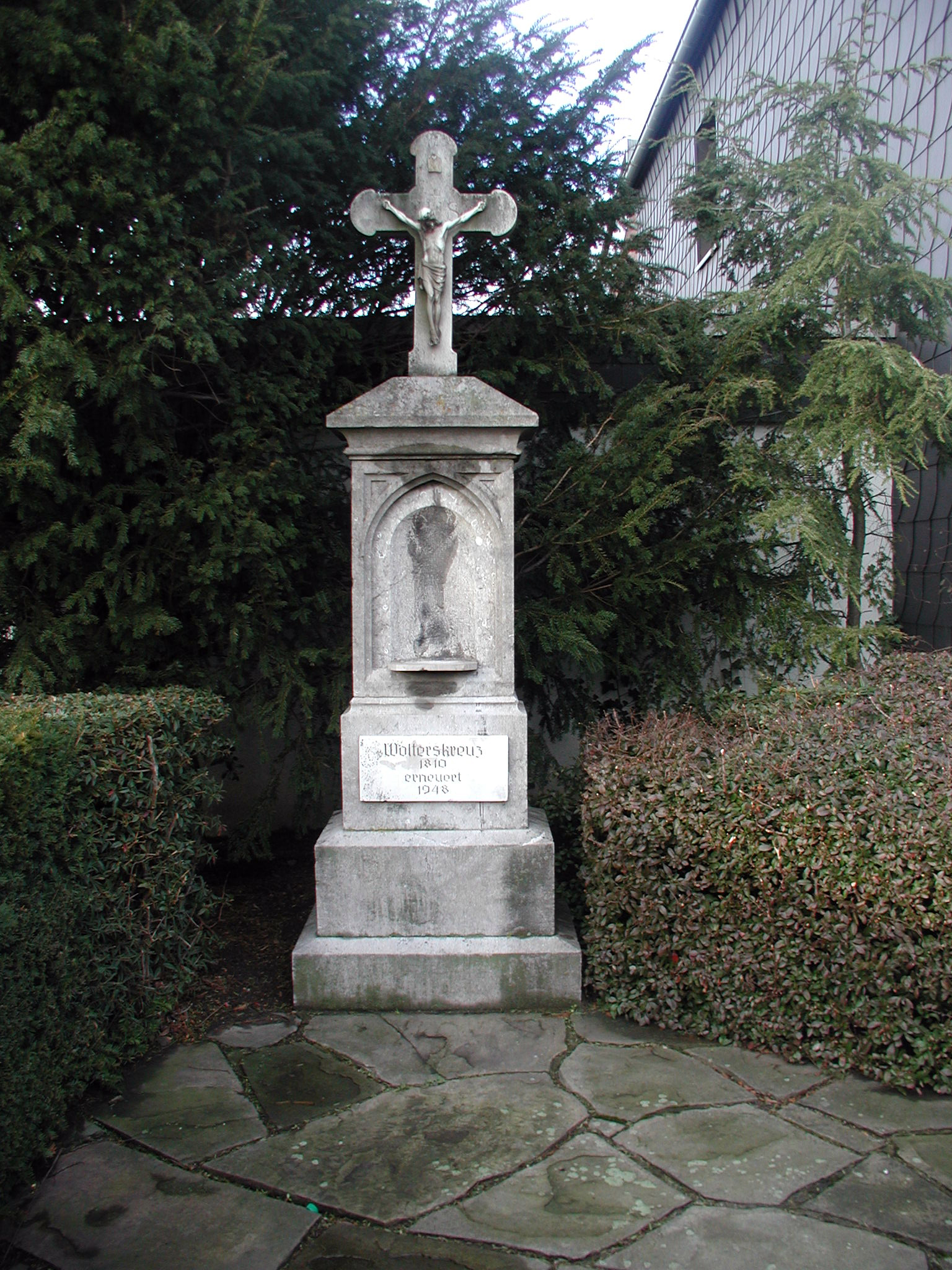
Das „Wolterskreuz“, von 1810

Das der Kirche gegenüber liegende Grundstück mit dem Pastoratsgebäude, wird 1863 mit einer massiven Mauer umgeben und ist in dieser Form noch heute erhalten.
Im Jahr 1839 wurde von der Zivilgemeinde ein erstes mit zwei Schulsälen und einer Lehrerwohnung versehenes Schulgebäude errichtet. Es folgte ein Neubau im Jahr 1874, eine Erweiterung des Baues mit einer nunmehr dritten Schulklasse folgte 1885. Die Zahl der schulpflichtigen Kinder wurde für das Jahr 1886 mit 173 Schülern angegeben.
Der Ort hatte 1887 insgesamt 187 Wohnhäuser mit 919 Bewohnern, davon 907 katholischer, 2 nichtkatholischer (vermutlich protestantischer) und 10 jüdischer Konfession.

## Politik
Ortsvorsteher von Kendenich ist Frank Baer (SPD).

## Schulen / Sport

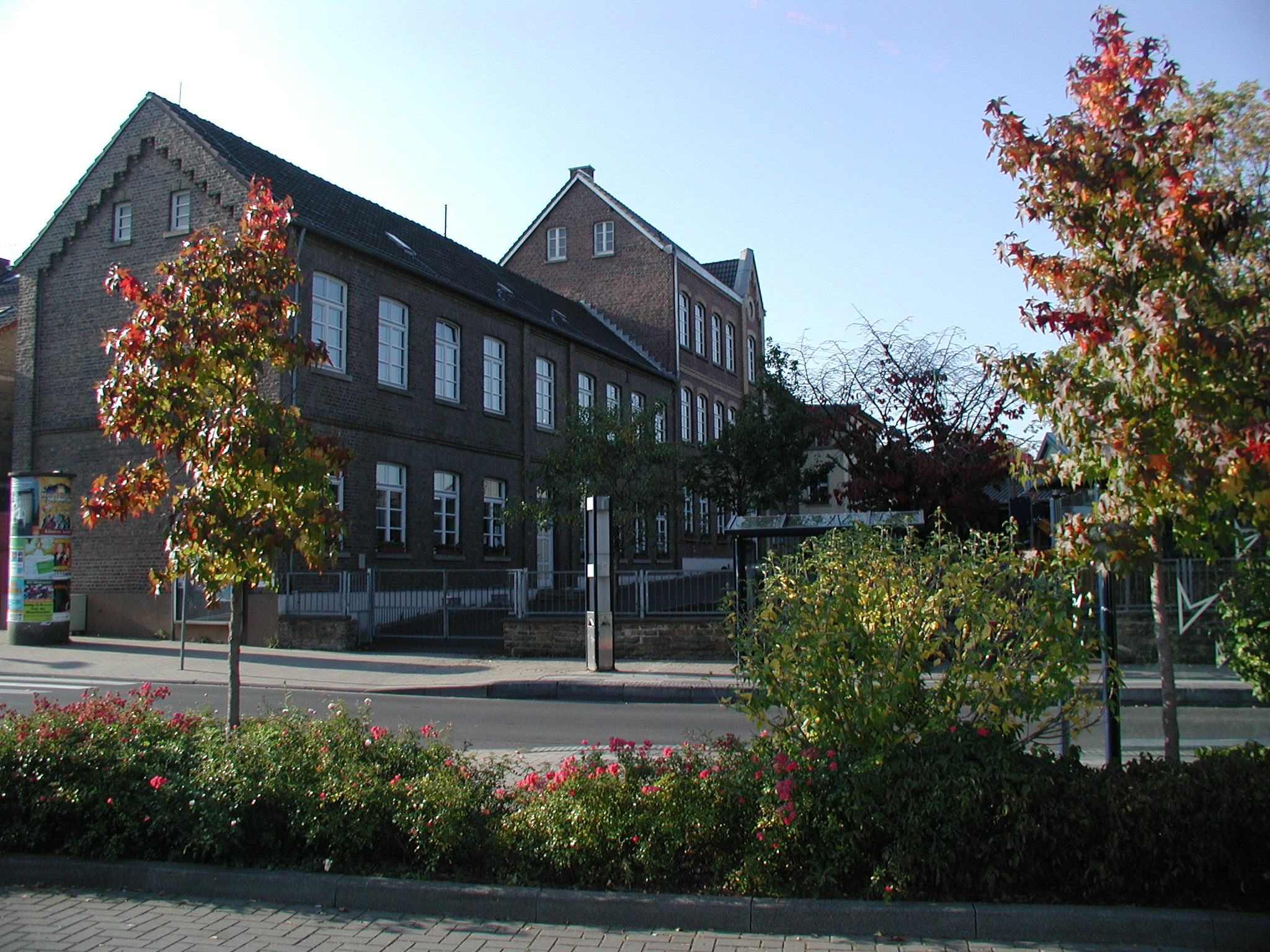
Die Grundschule, eine Ganztagsschule

- Gemeinschaftsgrundschule Kendenich, Ortshofstraße 20
- Hauptschule Kendenich, Steinackerstraße 6
- SV Kendenich

Seit 1985 wird in Kendenich das Radrennen Rund in Hürth-Kendenich ausgetragen.

## Sehenswürdigkeiten

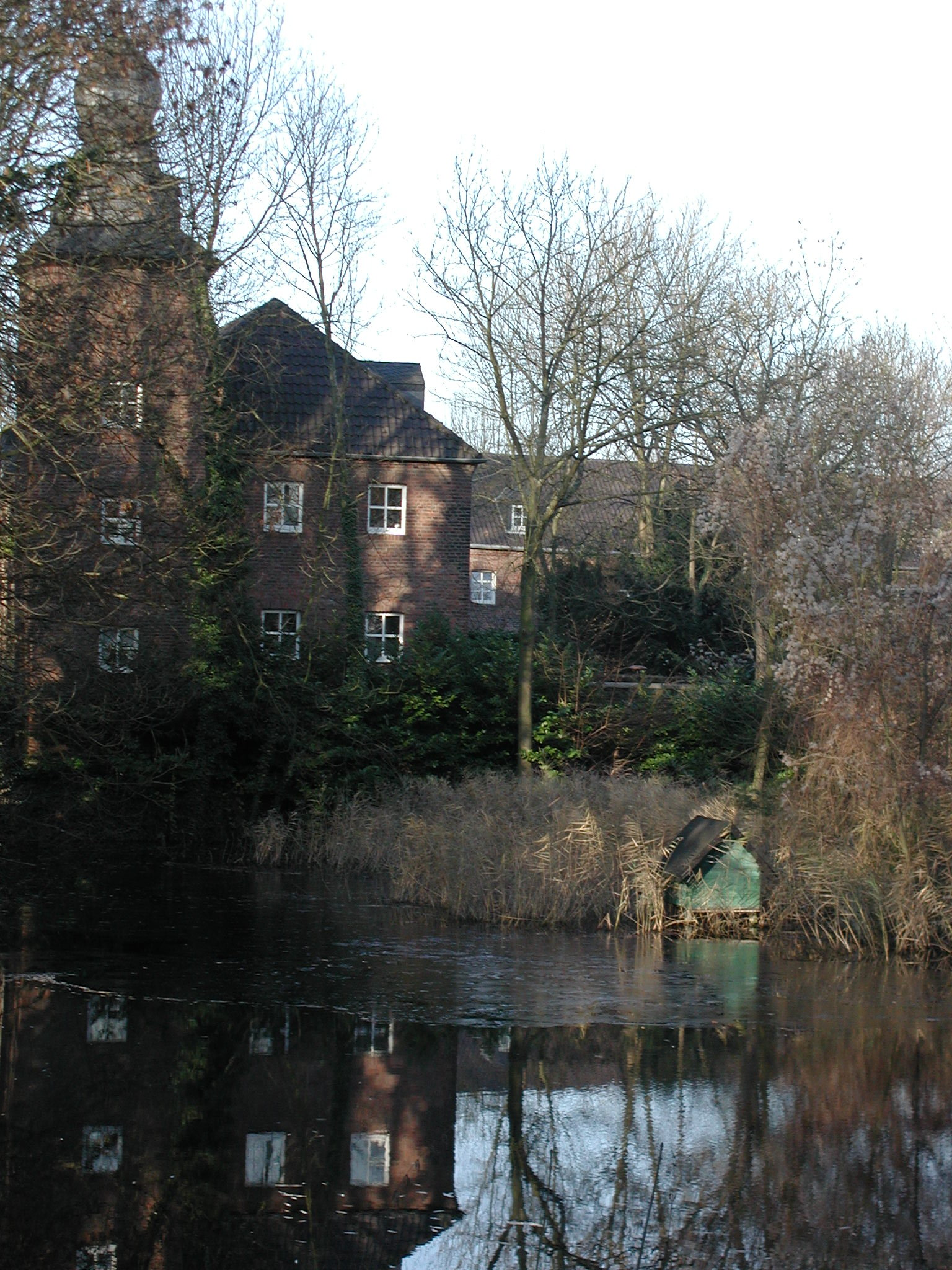
Detail an der Wasserburg Kendenich

- Der Ort ist eine der Stationen des Römerkanal-Wanderweges.
- Die Wasserburg Kendenich geht auf das 10. Jahrhundert zurück und dient heute umgebaut als Wohnanlage.

### Kirchen
- Sankt Johann Baptist und Pfarrhaus

Hauptartikel: St. Johann Baptist
Der Turm der Pfarrkirche Johannes Baptist stammt aus dem Jahre 1682. 1875 bauten die Orgelbauer Geschwister Kalscheuer aus Nörvenich hier eine Orgel zum Preis von 1162 Talern ein. Beim Bau der heutigen Kirche im Jahr 1956 fand man Fundamentreste eines Vorgängerbaues aus dem 10. Jahrhundert und Reste eines noch älteren Fachwerkbaus. Im 13. Jahrhundert stand hier eine romanische Kirche, die 1859 erneuert und erweitert wurde. Der Turm von 1682 steht noch bis heute. Wertvollster Schmuck ist ein Gabelkreuz von 1350/60. Das Pfarrhaus aus der Zeit der Jahrhundertwende vom 19. zum 20. Jahrhundert stammt vom Kölner Kirchenarchitekten Theodor Roß. Es wird auf Empfehlung des Landschaftsverbands genau so wie Pfarrsaal und Garten unter Denkmalschutz gestellt.

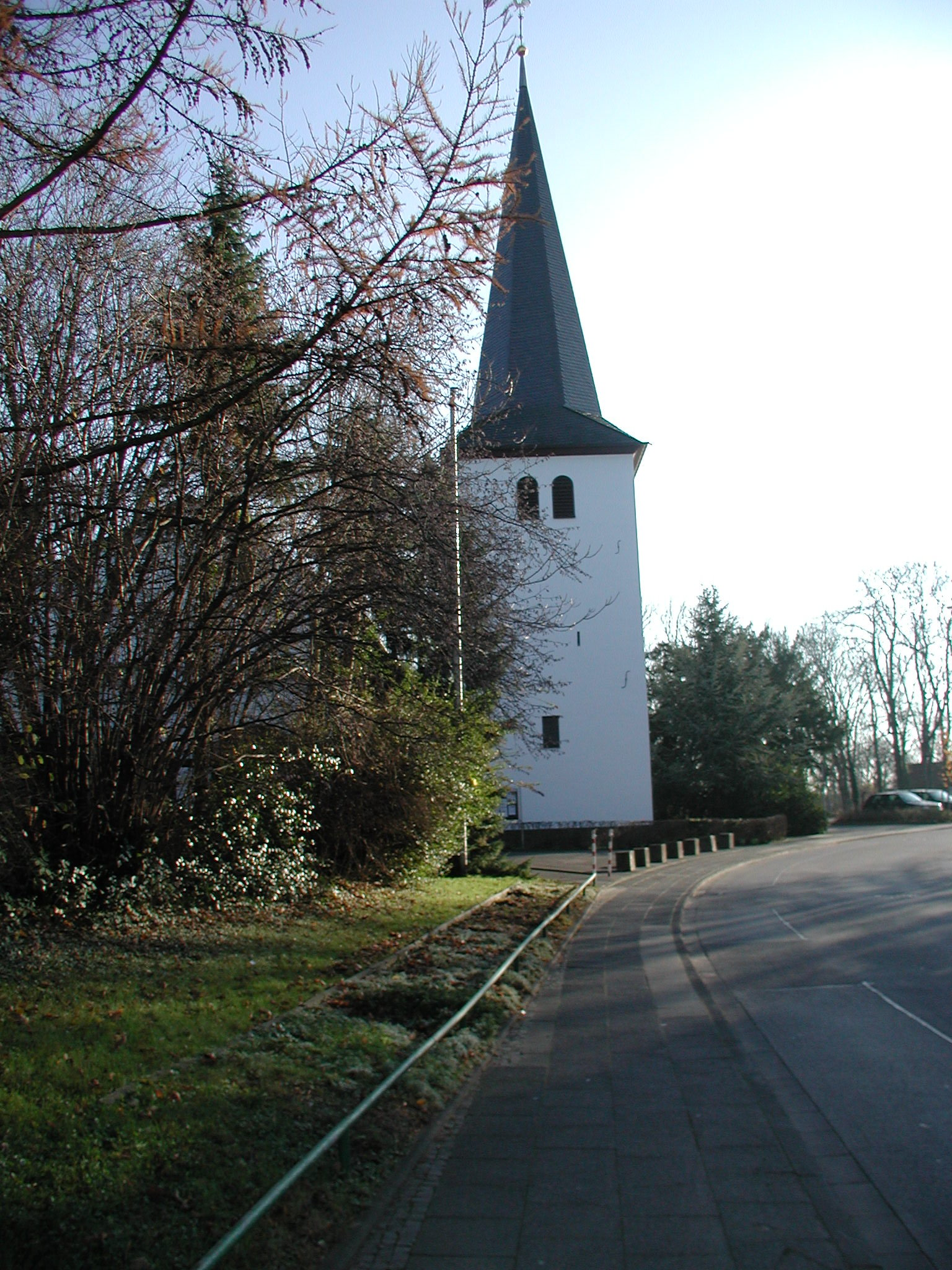
Kirche Johann Baptist
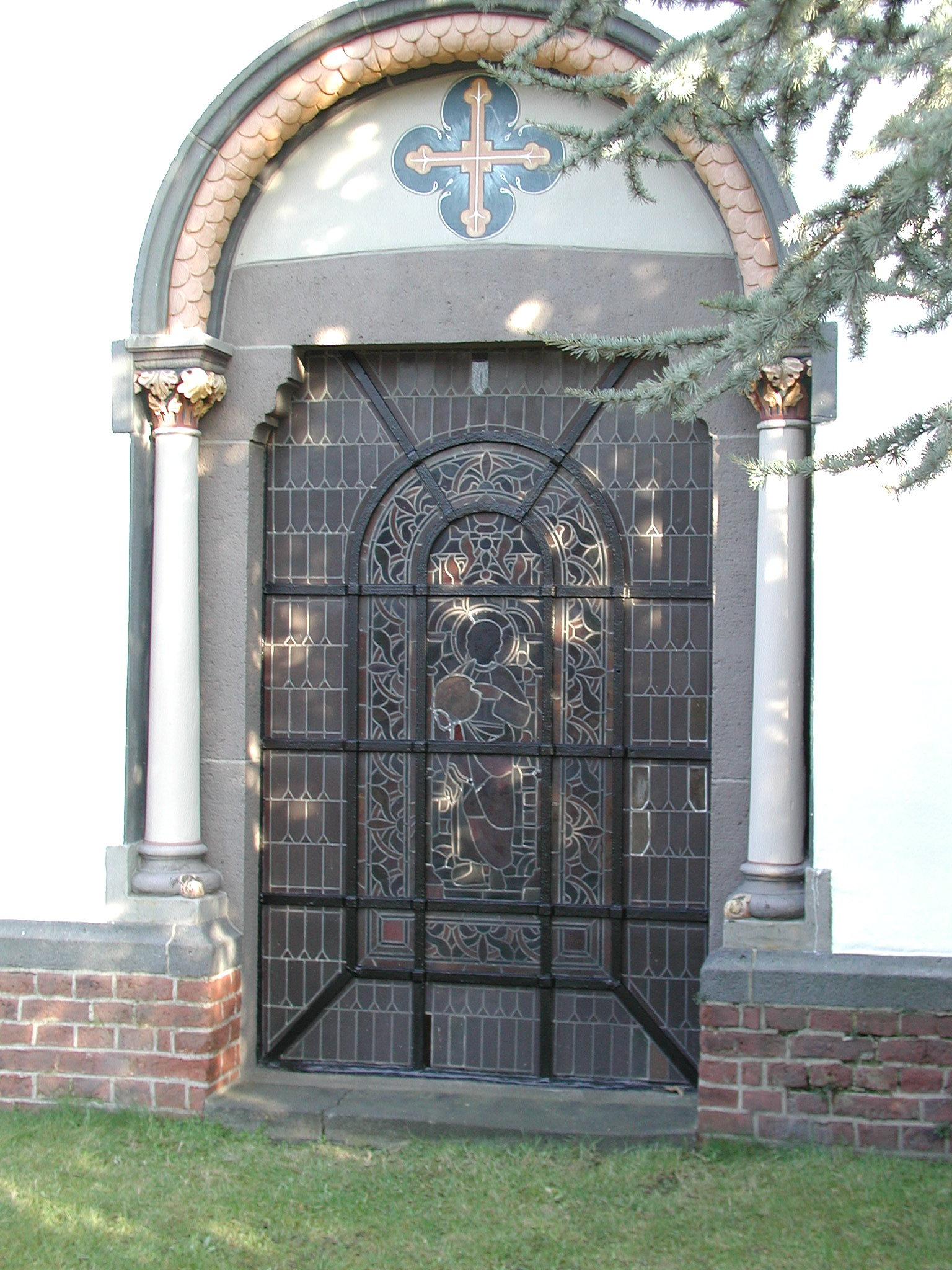
Detail der Kirche
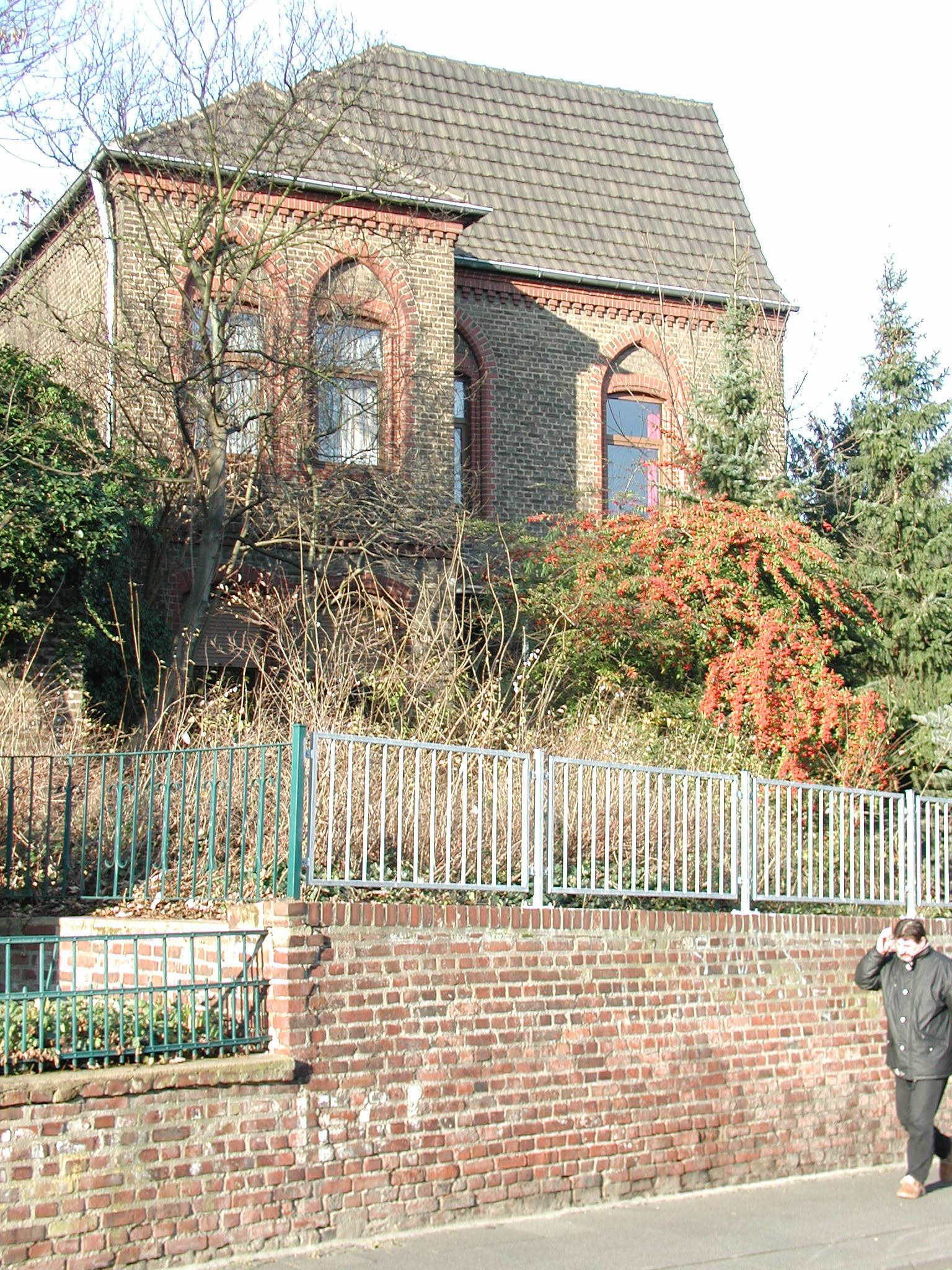
Pfarrhaus
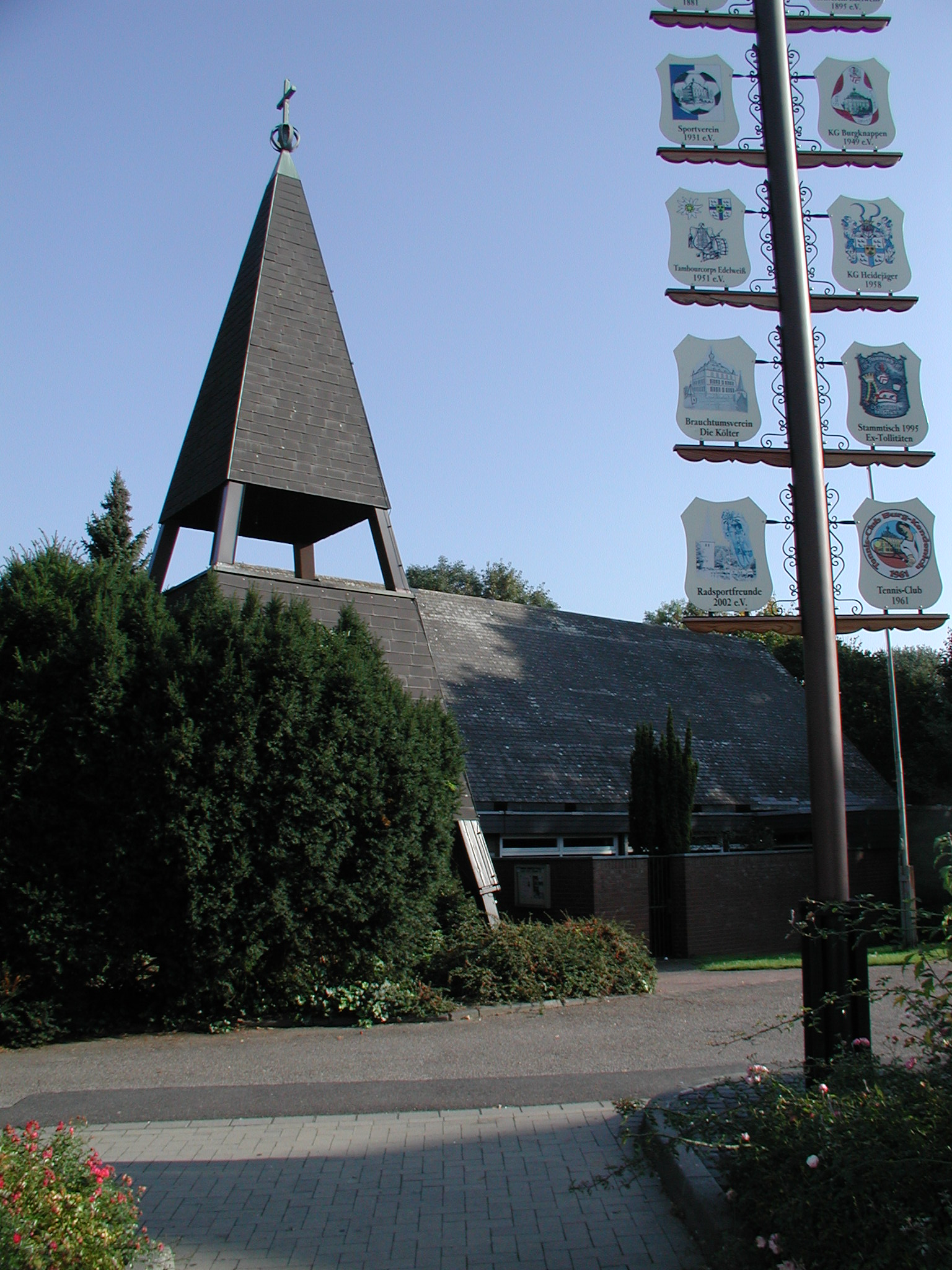
Nathan-Söderblom-Kirche

- Die evangelische Nathan-Söderblom-Kirche

Hauptartikel: Nathan-Söderblom-Kirche
Erst seit dem 1. Januar 1957 vereinigten sich alle im Bereich der zivilen Großgemeinde Hürth ansässigen Evangelischen Christen zu der neuen Evangelischen Kirchengemeinde Hürth. Die evangelische Nathan-Söderblom-Kirche wurde 1973 als Ersatz für die 1976 abgerissene Dankeskirche des umgesiedelten Ortes Knapsack in unmittelbarer Nachbarschaft zur katholischen Kirche errichtet. Der separate Turm nach Art einer schwedisch/norwegischen Stabkirche mit der Knapsacker Glocke wurde 1981 errichtet. Kendenich hatte damit die Nachfolge des Bezirks Knapsack übernommen. Aus letztlich finanziellen Gründen wurde am 15. Juni 2008 die Kendenicher Kirche entwidmet. Gerätschaften und Taufbecken wurden nach Hürth-Mitte überführt. In das Gebäude zog ein Tanzstudio ein. Die Pfarrstelle wurde aufgehoben, der Bezirk aufgeteilt. Der Ortsteil Kendenich wird nun vom Pfarrer der Friedenskirche Efferen versorgt.